# Frank Bagnack
Macky Frank Bagnack Mouegni (Yaoundé, 1995. június 7. –) kameruni válogatott labdarúgó, az Olimpija Ljubljana játékosa.